# 2021 في الصومال
أحداث سنة 2021 في الصومال.

## السياسة
- الرئيس: محمد عبدالله محمد
- رئيس الوزراء: محمد حسين روبلي

## الأحداث
مستمر – الحرب الأهلية الصومالية (2009-الآن)؛ جائحة فيروس كورونا في الصومال

### يناير
- 2 يناير
  - مقتل خمسة أشخاص، بينهم تركيان، في تفجير انتحاري نفذته حركة الشباب بالقرب من العاصمة الصومالية مقديشو.[1]
  - الولايات المتحدة تشن غارتين جويتين على حركة الشباب.[2]
- 7 يناير - مقتل خمسة من مقاتلي حركة الشباب في غارة جوية أمريكية بالقرب من ساحوين.[3]
- 19 يناير - القيادة الأمريكية في إفريقيا أفريكوم تستلم تقريرًا من مصدر إعلامي عبر الإنترنت يزعم مقتل مدني في غارة جوية أمريكية بالقرب من جمامة.[4]
- 31 يناير
  - مقتل ثمانية أطفال وإصابة العشرات جراء انفجار قنبلة في جولوين بمحافظة شبيلي السفلى، وفي حادث منفصل، مقتل خمسة أشخاص وإصابة عشرة في فندق أفريك في مقديشو في هجوم نفذه أربعة من مقاتلي حركة الشباب.[5][6]
  - تدريبات عسكرية مشتركة بين القوات الأمريكية والصومالية رغم انسحاب معظم القوات الأمريكية من البلاد.[7]

### فبراير
- 2 فبراير - الرئيس الصومالي فرماجو يترأس اجتماعًا استمر لمدة ثلاثة أيام في طوسمريب بمشاركة قادة الولايات الفيدرالية لبحث سبل ضمان إجراء الانتخابات في الموعد المقرر، إلا أن المحادثات تنتهي بالفشل ويتبادل مسؤولو الحكومة الفدرالية ومسؤولو الولايات الاتهامات بالتسبب في عرقلة المحادثات وعدم تقديم تنازلات.[8]
- 6 فبراير
  - تعذر التوصل إلى اتفاق بشأن إجراء الانتخابات في 8 فبراير ما يهدد بأزمة دستورية.[9]
  - انفجار عبوة ناسفة على جانب الطريق زرعته حركة الشباب يؤدي إلى مقتل 13 من قوات الأمن في مقاطعة طوسمريب بمحافظة جلجدود، بعد وقت قصير من الإعلان عن انهيار المحادثات حول الانتخابات.[10]
- 8 فبراير - انتهاء ولاية الرئيس محمد عبد الله فرماجو، دون أي خطة لإجراء انتخابات مقبلة.[11]
- 13 فبراير - انفجار سيارة مفخخة بالقرب من مبنى البرلمان الفدرالي يودي بحياة ثلاثة أشخاص ويؤدي إلى إصابة ثمانية آخرين.[12]
- 19 فبراير - أنباء عن إطلاق نار على نطاق واسع في مقديشو.[13] ومقتل خمس جنود وإصابة عشرات المدنيين.[14]
- 21 فبراير - الحكومة الفدرالية تلوم الإمارات العربية المتحدة على أعمال العنف التي وقعت يوم 19 فبراير وتطالب بالاعتذار.[14]

### مارس
- 5 مارس - تفجير سيارة مفخخة خارج أحد المطاعم يودي بحياة 20 شخصًا ويتسبب في إصابة 30 آخرين.[15]
- 8 مارس - زهرة محمد أحمد، ناشطة حقوقية ومحامية، تحصل على جائزة المرأة الشجاعة الدولية.[16]

### أبريل
- 3 أبريل - مقتل ستة أشخاص على الأقل، بينهم طفل في هجوم انتحاري في مطعم في مقديشو.[17]
- 8 أبريل - انهيار جهود حل النزاع حول الانتخابات بعد انسحاب رؤساء ولايتي بونتلاند وجوبالاند من الاتفاق المبرم بسبب ما وصفوه بانعدام الثقة.[18]
- 14 أبريل - الرئيس الصومالي محمد عبد الله فرماجو يوقع قانونًا يمدد فترة ولايته الرئاسية لعامين، ويرفض زعماء المعارضة القرار واصفين إياه بأنه "تهديد للاستقرار والسلام والوحدة" ويعارض المجتمع الدولي من جهته القرار.[11][19][20]
- 25 أبريل
  - بداية تمرد مقديشو 2021.[11]
  - جنود متمردون، معظمهم من ولاية هيرشبيلي، يدخلون إلى العاصمة الصومالية مقديشو، ويستولون على الجزء الشمالي من المدينة، وأعقب ذلك اشتباكات بين المتمردين والقوات الحكومية في بعض أحياء مقديشو، وتزامن ذلك مع هجوم شنه جنود موالون للحكومة على منزل الرئيس الصومالي السابق وزعيم المعارضة حسن شيخ محمود، ثم انسحاب القوات الحكومية باتجاه القصر الرئاسي فيلا الصومال.[11][21]
- 27 أبريل - ولايتا هيرشبيلي وغلمدغ تعلنان معارضتهما لتمديد ولاية الرئيس فرماجو، وتدعوان إلى العودة إلى المحادثات حول الانتخابات.[22]
- 29 أبريل - الرئيس فرماجو يطلب من رئيس وزراءه روبلي تقديم استقالته، إلا أن الأخير يرفض.[23]

### مايو
- مايو - سياسيون صوماليون يعلنون عن خطة لإجراء الانتخابات في غضون 60 يومًا للمساعدة في تخفيف التوترات السياسية داخل البلاد.[24]
- 6 مايو
  - نهاية تمرد مقديشو 2021.[25]
  - الجنود المتمردون يوافقون على الانسحاب من مقديشو بعد سلسلة محادثات مع رئيس الوزراء أجرتها المعارضة، وقوات الشرطة الصومالية تستعيد السيطرة على المدينة.[25]
- 8 مايو - إعادة فتح الطرق وانسحاب المتمردين من مقديشو باتجاه محافظات شبيلي السفلى وشبيلي الوسطى.[26]
- 27 مايو
  - السياسيون الصوماليون يمنحون مسؤولية تنظيم الانتخابات غير المباشرة للمجلس الاستشاري الوطني (NCC) المكون من رئيس الوزراء وقادة الولايات الفيدرالية.[24][27]
  - المسؤولون الصوماليون يوقعون اتفاقا يضمن تخصيص حصة لا تقل عن 30 في المائة للنساء لشغل مقاعد في البرلمان الفيدرالي من خلال آلية واضحة.[28]

### يونيو
- 8 يونيو - مجلس حقوق الإنسان التابع للأمم المتحدة يعلن أن مجندين في القوات المسلحة الصومالية تلقوا تدريبات في إريتريا أُرسلوا للقتال في حرب تيغراي، وهذا من شأنه أن يشكل مشاركة غير قانونية في حرب خارجية.[29][30]
- 15 يونيو - تفجير انتحاري يستهدف معسكر الجنرال طغبدن في مقديشو ويسفر عن مقتل 15 من مجندي الجيش الصومالي.[31][32]

### يوليو
- 22 يوليو - وزير الخارجية الأيرلندي سيمون كوفيني يزور مقديشو ويعقد محادثات مع رئيس الوزراء (محمد حسين روبلي) ووزير الخارجية (محمد عبد الرزاق) ووزير الدفاع (حسن حسين حاجي). وناقش الطرفان مستجدات الأوضاع الأمنية في البلاد والانتخابات ومشاركة المرأة في الانتخابات.[33][34]
- 25 يوليو - تأجيل انتخابات مجلس الشيوخ المقرر إجراؤها في 25 يوليو إلى 29 يوليو، ثم تأجيلها بعد ذلك في بعض الولايات حتى نوفمبر.[35][36]

### أغسطس
- 7 أغسطس - الرئيس فرماجو يُصدر مرسومًا رئاسيا يحظر على المؤسسات الحكومية الصومالية الدخول في اتفاقيات مع دول أجنبية، و رئيس الوزراء روبلي يرفض القرار، في ظل توقع وصول دبلوماسي كيني في اليوم التالي، واصفًا القرار بأنه غير دستوري.[37] ويتم الوصول إلى اتفاق حول الخلاف خلال أربعة أيام.[38]
- 8 أغسطس - وزيرة الخارجية الكينية رايشيل أومامو تزور مقديشو في مهمة دبلوماسية، وتجتمع مع نظيرها الصومالي محمد عبد الرزاق، ثم مع رئيس الوزراء روبلي.[37]
- 10 أغسطس
  - جنود أوغنديون تابعون لبعثة الاتحاد الأفريقي في الصومال يتعرضون لكمين نصبته حركة الشباب بالقرب من جولوين بمحافظة شبيلي السفلى، ما أسفر عن مقتل جندي من قوات الدفاع الشعبية الأوغندية وإصابة اثنين. ومزاعم بمقتل سبعة من المدنيين.[39][40]
  - رئيس الوزراء روبلي يصل إلى كينيا لإجراء محادثات مع الرئيس الكيني أوهورو كينياتا في مقر ولاية مومباسا بشأن مهمته الدبلوماسية في البلاد.[37]
  - التوصل إلى اتفاق لبدء انتخابات مجلس الشعب في البرلمان لتنتهي في 10 سبتمبر.[35]

### سبتمبر
- سبتمبر - نشوب خلاف بين الرئيس فرماجو ورئيس الوزراء روبلي حول التحقيق في قضية اختفاء إكرام تهليل فارح، بعد أن علّق روبلي عمل مدير وكالة المخابرات والأمن الوطني (نيسا) فهد ياسين وألغى الرئيس فرماجو قراره، واصفا إياه بأنه غير دستوري.[41]
- 7 سبتمبر - كينيا تفتح بشكل رسمي مكتب اتصال داخل صوماليلاند الغير معترف بها.[42]
- 10 سبتمبر - انتخابات مجلس الشعب بالبرلمان الفيدرالي المقرر إنهاؤها اليوم، تتخلف عن موعدها حيث معظم المقاعد البالغ عددها 275 لم يتم اختيار شاغلوها بعد، وحُدّد 1 نوفمر موعدا نهائيا جديدا.[35][43]

### أكتوبر
- أكتوبر - الرئيس فرماجو ورئيس وزراءه روبلي يدعوان إلى تسريع عملية الانتخابات.[44]
- 10 أكتوبر
  - وقوع انفجار في كيسمايو، دون الإعلان عن سقوط ضحايا، وقيام أجهزة الأمن بتشديد الإجراءات الأمنية في المنطقة.[45]
  - الانتخابات الرئاسية التي كان من المقرر إجراؤها اليوم تتأجل مرة أخرى.[35]

### نوفمبر
- 1 نوفمبر – انطلاق الانتخابات البرلمانية، ومن المقرر أن يُنتهى من اختيار أعضاء مجلس الشيوخ في 11 نوفمبر، ومجلس الشعب في 24 ديسمبر.[46][47]
- 11 نوفمبر - انتخابات مجلس الشيوخ تنتهي في جميع الولايات ويُعلن عنها بشكل رسمي في اجتماع المجلس الاستشاري الوطني.[28]
- 18 نوفمبر - المملكة المتحدة تعلن أنها لن تعترف بصوماليلاند كدولة مستقلة ما لم تعترف بها جمهورية الصومال.[48]
- 25 نوفمبر - مقتل ما لا يقل عن ثمانية أشخاص وإصابة 17 بينهم طلبة مدارس في تفجير سيارة مفخخة في العاصمة مقديشو.[49]

### ديسمبر
- 15 ديسمبر - رئيس ولاية جنوب غرب الصومال عبد العزيز لفتغارين يزور كيسمايو عاصمة ولاية جوبا لاند، وفي حين لم يتم الكشف عن أسباب الزيارة الرسمية، أشارت تقارير إلى أن الزيارة مهتمها بحث قضايا تتعلق بالانتخابات البرلمانية ومناقشة تعزيز العلاقات بين الولايتين.[50]
- 24 ديسمبر - مع حلول الموعد المقرر للانتهاء من انتخبات مجلس الشعب، لم يتم اختيار سوى 24 عضوا في المجلس من أصل 275 عضوا يجب توفرهم لإجراء الانتخابات الرئاسية، ولم يتم تحديد موعد نهائي جديد.[43]
- 26 ديسمبر - الرئيس فرماجو يسحب تفويض رئيس الوزراء لتنظيم الانتخابات الرئاسية ويدعو إلى إنشاء لجنة جديدة للانتخابات "لتصحيح" أوجه القصور، ويتهم رئيس الوزراء روبلي الرئيس بتخريب العملية الانتخابية.[44]
- 27 ديسمبر - الرئيس يوقف رئيس الوزراء محمد حسين روبلي من عمله رسميًا وسط اتهامات بالتدخل في التحقيق في تهم بالاستيلاء على أراضي مملوكة للجيش، وروبلي يصف قرار الرئيس فرماجو بأنها محاولة انقلاب.[51]
- 28 ديسمبر - مئات من القوات الموالية لرئيس الوزراء روبلي تعسكر بالقرب من فيلا الصومال مقر إقامة الرئيس.[47]

## وفيات
- 31 يناير - محمد نور جلال (1940 - 2021) ضابط في القوات المسلحة (شارك في حرب أوغادين برتبة جنرال)؛ قتل خلال هجوم إرهابي.[52]
- 10 مارس - علي مهدي محمد (1938 - 2021) رئيس الصومال في الفترة ما بين 1991و 1997 توفي جراء إصابته بفيروس كورونا.[53]
- 20 مايو - عبد الصمد علي شيري نائب رئيس بونتلاند السابق، توفي في مقديشو ودُفن في جروي عاصمة ولاية بونتلاند.[54]

## روابط خارجية
- الصومال: كيف يمكن لشيوخ العشائر الصومالية أن يمتلكوا مفتاح فتح الحوار مع حركة الشباب (بقلم محمد إبراهيم شري، 19 يناير 2021)